# Tot allò que estimes
Tot allò que estimes (títol original en noruec, Alt du elsker) és una sèrie de televisió noruega de drama romàntic, estrenada el 2022 sota la direcció de Stian Kristiansen. S'ha doblat i subtitulat al català per a FilminCAT.

## Sinopsi
La Sara es retroba amb un antic company d'universitat, en Jonas. Ell sembla perfecte fins que es descobreix que és un neonazi radicalitzat per fòrums d'Internet. A través d'aquesta història romàntica, la sèrie indaga els motius pels quals alguns joves europeus es poden sentir atrets per l'extrema dreta.

## Repartiment
- Jakob Fort: Jonas
- Mina Dale: Sara
- Hibba Najeeb: Hina
- Leif Arno Hofheinz: Dennis
- William Gundersen: Mons
- Tiril Marie Olsen: Tiril
- Turid Gunnes: Marit

## Episodis
| Núm. | Títol                        | Direcció          | Guió                                     | Data d'emissió original |
| ---- | ---------------------------- | ----------------- | ---------------------------------------- | ----------------------- |
| 1    | «Qui és Jonas?»              | Stian Kristiansen | Marie Hafting                            | 17 de febrer de 2022    |
| 2    | «Inici fresc»                | Stian Kristiansen | Erika Calmeyer i Marie Hafting           | 17 de febrer de 2022    |
| 3    | «En realitat, tinc parella»  | Stian Kristiansen | Marie Hafting                            | 17 de febrer de 2022    |
| 4    | «I tu qui ets?»              | Stian Kristiansen | Marie Hafting                            | 17 de febrer de 2022    |
| 5    | «Nosaltres som el nou ordre» | Stian Kristiansen | Marie Hafting i Babatunde Adam Oluwalana | 17 de febrer de 2022    |
| 6    | «Tu sabies que era així?»    | Stian Kristiansen | Marie Hafting                            | 17 de febrer de 2022    |
| 7    | «Nazi cabró»                 | Stian Kristiansen | Marie Hafting                            | 17 de febrer de 2022    |

## Crítica
Segons el crític Toni de la Torre, «no és una anàlisi gaire profunda, però és suficient per generar una reflexió».